# Bristol (Pennsylvanie)
Pour les articles homonymes, voir Bristol.
Bristol est un borough localisé dans le comté de Bucks, en Pennsylvanie, 23 milles (37,014912 km) au nord-est de Philadelphie à l'opposé de Burlington, N.J. sur le Delaware. Bristol a été incorporé en 1720. 7 104 individus ont vécu à Bristol en 1900; 9 256 en 1910; 10 273 en 1920 et 11 895 en 1940. La population était de 9 726 en 2010.